# ایزی لینک اوییشن
ایزی لینک اوییشن (به انگلیسی: Easy Link Aviation) یک شرکت هواپیمایی است. دفتر مرکزی ایزی لینک اوییشن در نیجریه واقع شده‌است.